# Kötach
Die Kötach, nach dem Zusammenfluss ihrer Oberläufe zunächst noch Kötenbach genannt,  ist ein linker Nebenfluss der Donau, der einen großen Teil der Ostbaar entwässert. Sie ist nach der Stillen Musel der zweite nennenswerte Zufluss der Donau und fließt wie diese meist von Norden nach Süden.

## Geographie

### Verlauf
Die Kötach entspringt am südlichen Ortsrand Tuningens als kleines Rinnsal und fließt zunächst in südwestlicher Richtung, bevor sie sich nach Süden wendet und den aufgestauten Sunthauser See speist. Anschließend durchfließt sie den Ort Sunthausen; sie teilte diesen für einige Jahrhunderte in eine evangelische Nord- und eine katholische Südhälfte. Nachdem sie Sunthausen hinter sich gelassen hat, unterquert sie unweit des Autobahndreiecks Bad Dürrheim die Autobahn A 864.
In ihrem weiteren Verlauf fließt sie an Biesingen vorbei, das sich rechts der Kötach erstreckt. Danach trennt sie dessen Siedlung am Hörnle vom Ortskern von Oberbaldingen, der in etwas Abstand links liegt. Danach passiert sie weiter südlich das ebenfalls links liegende Unterbaldingen. Südlich von Unterbaldingen nimmt sie aus der Kläranlage Kötachtal die gereinigten Abwässer der Ostbaar auf.
Danach durchfließt sie auf einer Länge von etwa fünf Kilometern das nunmehr in die Baaralb eingetiefte Kötachtal und unterquert in diesem gleich zweimal die Autobahn A 81. Am östlichen Talrand erhebt sich der bis über 900 Meter hohe Bergrücken des Baldinger Berges, am westlichen zunächst der Unterhölzer Wald, ehe der Wartenberg, ein erloschener Vulkan, die Stadt Geisingen ankündigt. Dort mündet die Kötach in die noch junge Donau. Da dieser Fluss jedoch wegen mehrerer Donauversickerungen flussabwärts das meiste Wasser zum Rhein hin verliert, erreicht der größte Teil des Kötachwassers die Nordsee und nicht das Schwarze Meer.

### Einzugsgebiet
Die Kötach hat ein 56,8 km² großes Einzugsgebiet, das naturräumlich gesehen überwiegend in der Baar liegt und erst am untersten Lauf wenig vor Geisingen zum Nachbarnaturraum Baar-Alb und Oberes Donautalalb gehört. Sein mit 915,2 m ü. NHN höchster Punkt liegt auf dem Nordsporn Blatthalde der Baaralb östlich von Unterbaldingen an der östlichen Wasserscheide. Es grenzt reihum an die Einzugsgebiete der folgenden Nachbargewässer:
- jenseits der kurzen nördlichen Wasserscheide bei Tuningen fließt der kurze Mühlbach zum oberen Neckar im Stadtteil Schwenningen von Villingen-Schwenningen
- im Nordosten grenzt sehr kurz das Einzugsgebiet des Schönbachs an, die über die Elta die Donau speist, und länger das des Krähenbachs, eines direkten Donauzuflusses;
- im Osten konkurriert überwiegend der Talbach oder Amtenhauser Bach zur Donau und erst zuletzt ein kleiner Zufluss im Mündungsort Geisingen;
- hinter dem Unterhölzer Wald im Südwesten fließt neben kleineren Bächen der Weihergraben nun oberhalb der Kötach zur Donau;
- an der übrigen Westseite nehmen ein Altlauf von dieser und die Stille Musel den Abfluss auf und führen ihn ebenfalls zur Donau.

### Zuflüsse und Seen
Hierarchische Liste der Zuflüsse und  Seen von der Quelle zur Mündung. Gewässerlänge, Seefläche, Einzugsgebiet und Höhe nach den entsprechenden Layern auf der Onlinekarte der LUBW. Andere Quellen für die Angaben sind vermerkt.
- Sieblengraben, linker Hauptstrang-Oberlauf, 3,7 km
  - Schwarzer, von rechts in Tuningen, 1,1 km
- Schwellgraben, rechter Nebenstrang-Oberlauf, 2,2 km
- Barbbach, von rechts nach Tuningen-Untere Mühle, 1,8 km
- Hessengraben, von rechts am Einfluss in den Sunthauser See, 1,7 km
- Durchfließt auf 709,9 m ü. NHN[LUBW 7] den Sunthauser See, ein Rückhaltebecken mit Dauereinstau von 5,0 ha
- Weihaldengraben, von links im Sunthauser See, 3,1 km und 2,3 km²
- Breitegertbach, von links gleich nach Bad Dürrheim-Sunthausen, 3,3 km und 3,3 km²
  - (Bach aus dem Frauenhölzle), von rechts, 1,0 km
  - Niederbergbach, von links gegenüber Sunthausen, 1,2 km
- Hungerbühlbächle, von rechts, 1,8 km
- Ortsbach, von rechts vor dem Wohnplatz Mühle bei Bad Dürrheim-Biesingen, 2,6 km
- Mostelgraben, von rechts vor der Siedlung am Hörnle von Bad Dürrheim-Oberbaldingen, 2,3 km
  - Riedwiesengraben, von links gegenüber der Waldinsel Setze, 0,8 km
- Öfinger Bach, von links bei Oberbaldingen, 3,9 km
  - Seebengraben, von rechts kurz vor dem Ortsrand von Oberbaldingen, 1,6 km
- Wolfhaggraben, von links nach den Sportplätzen von Oberbaldingen, 1,1 km
- (Graben von der Höhe), von links durchs nördliche Bad Dürrheim-Unterbaldingen, 1,6 km
- Drachenbrunnengraben, von rechts gleich nach dem vorigen, 1,8 km
- Mulzenriedgraben, von rechts beim Wohnplatz Ziegelei von Unterbalbingen, 2,0 km
  - Sulzentalgraben, von rechts kurz vor der Mündung, 1,4 km
- Winterhaldengraben, von links an der Ziegelei, 2,0 km
- Passiert den Niederwiesensee rechts am Lauf gegenüber der Kläranlage nach Unterbalbingen, 3,1 ha
- Eschgraben, von links gegenüber der Südspitze des vorigen, 1,5 km
- Waldbach, von rechts nach dem Niederwiesensee, 1,5 km
- Degelwiesenbach, von rechts, 2,2 km
  - Schabelgraben, von rechts am Eintritt des Degelwiesenbachs in die Kötachaue, 0,8 km
  - Dreilärchengraben oder Schafbrunnengraben, von rechts vor der Unterquerung der Autobahn durch den Degelwiesenbach, 1,0 km
- Klausener Talbach, von links etwas vor Geisingen, 1,9 km

### LUBW
Amtliche Online-Gewässerkarte mit passendem Ausschnitt und den hier benutzten Layern: Lauf und Einzugsgebiet der Kötach

Allgemeiner Einstieg ohne Voreinstellungen und Layer: Daten- und Kartendienst der Landesanstalt für Umwelt Baden-Württemberg (LUBW) (Hinweise)
1. 1 2 3  Höhe nach dem Höhenlinienbild auf dem Hintergrundlayer Topographische Karte.
2. 1 2 3  Länge nach dem Layer Gewässernetz (AWGN).
3. ↑  Einzugsgebiet nach dem Layer Aggregierte Gebiete 05.
4. ↑  Höhe nach schwarzer Beschriftung auf dem Hintergrundlayer Topographische Karte.
5. ↑  Seefläche nach dem Layer Stehende Gewässer.
6. ↑  Einzugsgebiet nach dem Layer Basiseinzugsgebiet (AWGN).
7. ↑  Höhe nach blauer Beschriftung auf dem Hintergrundlayer Topographische Karte.

### Andere Belege
1. ↑  Friedrich Huttenlocher: Geographische Landesaufnahme: Die naturräumlichen Einheiten auf Blatt 178 Sigmaringen. Bundesanstalt für Landeskunde, Bad Godesberg 1959. → Online-Karte (PDF; 4,3 MB)
2. ↑  Alfred G. Benzing: Geographische Landesaufnahme: Die naturräumlichen Einheiten auf Blatt 186 Konstanz. Bundesanstalt für Landeskunde, Bad Godesberg 1964. → Online-Karte (PDF; 4,1 MB)